# Florence El Luche
Florence Jacques plus connue sous son nom de scène Florence El Luche (née, 29 août 1988, aux gonaïves, Haïti) est une chanteuse et femme d'affaires  haïtienne.

## Biographie

### L'artiste
Florence a commencé sa carrière d'actrice en 2003 dans le film dramatique « ambiance scolaire » réalisé par Francy Senèque et produit par Josué Prevalus. Elle est repérée dans le clip Defo du groupe musical Enposib et Cauchemar du chanteur et compositeur Arly Larivière. Site Non'm est le titre de sa première musique et elle est le premier artiste haïtien à se produire au club de nuit Amazura dans Le Queen à New York, devant une salle comble de 10 000 personnes. Elle a ensuite fait un clip avec le rappeur Blaze One, M' pap pale Twop. Selon Loop Haiti, elle fait partie du top 10 des femmes haïtiennes les plus sexy en 2018,,.

### L'Entrepreneuse
Elle est propriétairie de plusieurs entreprises à Miami : « Sirèt Cosmetics », une boutique de produits cosmétiques ; La Fourchette Restaurant et Dure Tax Services,. Florence est une entrepreneure qui s'investit aussi dans la mode. En 2020, en collaboration avec Celcha qui est une marque de vêtements pour femmes, elle crée une collection de vêtements exclusive appelée CEO Collection.